# Белявский, Пётр Евменович
Пётр Евменович Белявский (1828 — 1896) — российский контр-адмирал, гидрограф. Участник Крымской войны.

## Биография
Родился 24 января 1828 года[по какому календарю?]. В 1837 году поступил в Черноморский 1-й штурманский полуэкипаж, и спустя десять лет закончил обучение в звании прапорщика корпуса флотских штурманов; с 13 апреля 1852 года — подпоручик.
В 1853—1856 годах принимал участие в обороне Севастополя во время Крымской войны, в том числе в 1854 году служил на корабле «Три святителя» до его затопления.
26 августа 1856 года был произведён в поручики корпуса флотских штурманов. 4 ноября 1857 года в звании мичмана получил назначение в Черноморское штурманское училище и  до 1860 года руководил тактическими плаваниями гардемаринов; 1 марта 1858 года получил звание лейтенанта флота. С 17 июля 1861 года состоял в 1-м сводном Черноморском экипаже.
С конца 1861 по 1865 год руководил работами по описи и обмерам Одесского порта, занимаясь также гидрографическими исследованиями в его районе. В 1865 году был назначен чиновником по особым поручениям при Новороссийском и Бессарабском генерал-губернаторе и по его поручению возглавил экспедицию по изучению дельты реки Дон. С 1 января 1867 года вернулся на службу в сводный черноморский экипаж и 31 марта 1867 года получил звание капитан-лейтенанта.
17 апреля 1870 года был награждён орденом Св. Станислава 2-й степени, в 1871 году был назначен командиром оперативного соединения северного берега Чёрного моря. 1 января 1876 года был произведён в капитаны 2-го ранга с назначением в 1-й Черноморский флотский экипаж, 12 октября того же года сроком на один месяц был откомандирован в Петербург для работы в учебном комитете Министерства путей сообщения.
13 ноября 1876 года был переведён из Черноморского флота в Балтийский с назначением в 8-й флотский экипаж. Был произведён 1 января 1880 года в чин капитана 1-го ранга, 3 июня 1885 года  — в контр-адмиралы с одновременным увольнением с действительной службы. После выхода в отставку проживал в Санкт-Петербурге на съёмной квартире, где и умер 5 (17) апреля 1896 года.
Наиболее известные научные труды: «Одесский порт» (Одесса, 1865), «Гидрографическое изучение Одесского порта» (Одесса, 1865), «Что такое таганрогский порт» (Николаев, 1868), «Река Нева и её обозначение предостерегательными знаками» (с картой, Санкт-Петербург, 1871), «Донские гирла» (Одесса, 1872 и Санкт-Петербург, 1888; наиболее известная работа Белявского, написанная по итогам Донской экспедиции; за неё он был удостоен ордена Св. Анны 3-й степени) и «Обзор трудов по исследованию и улучшению рек Европ. России 1875—90».
В 1890-е годы сотрудничал в «Энциклопедическом словаре Брокгауза и Ефрона», для которого написал статьи «Волга», «Днепр», «Днепровский лиман», «Иртыш», «Ишим, река», «Кама, река», «Ладожское озеро».
В честь Белявского был назван открытый в 1860 году мыс, расположенный к северо-востоку от бухты Преображения в заливе Петра Великого.